# IC 2011
IC 2011 — галактика типу *2 (подвійна зірка) у сузір'ї Сітка.
Цей об'єкт міститься в оригінальній редакції індексного каталогу.